# Rosenbad

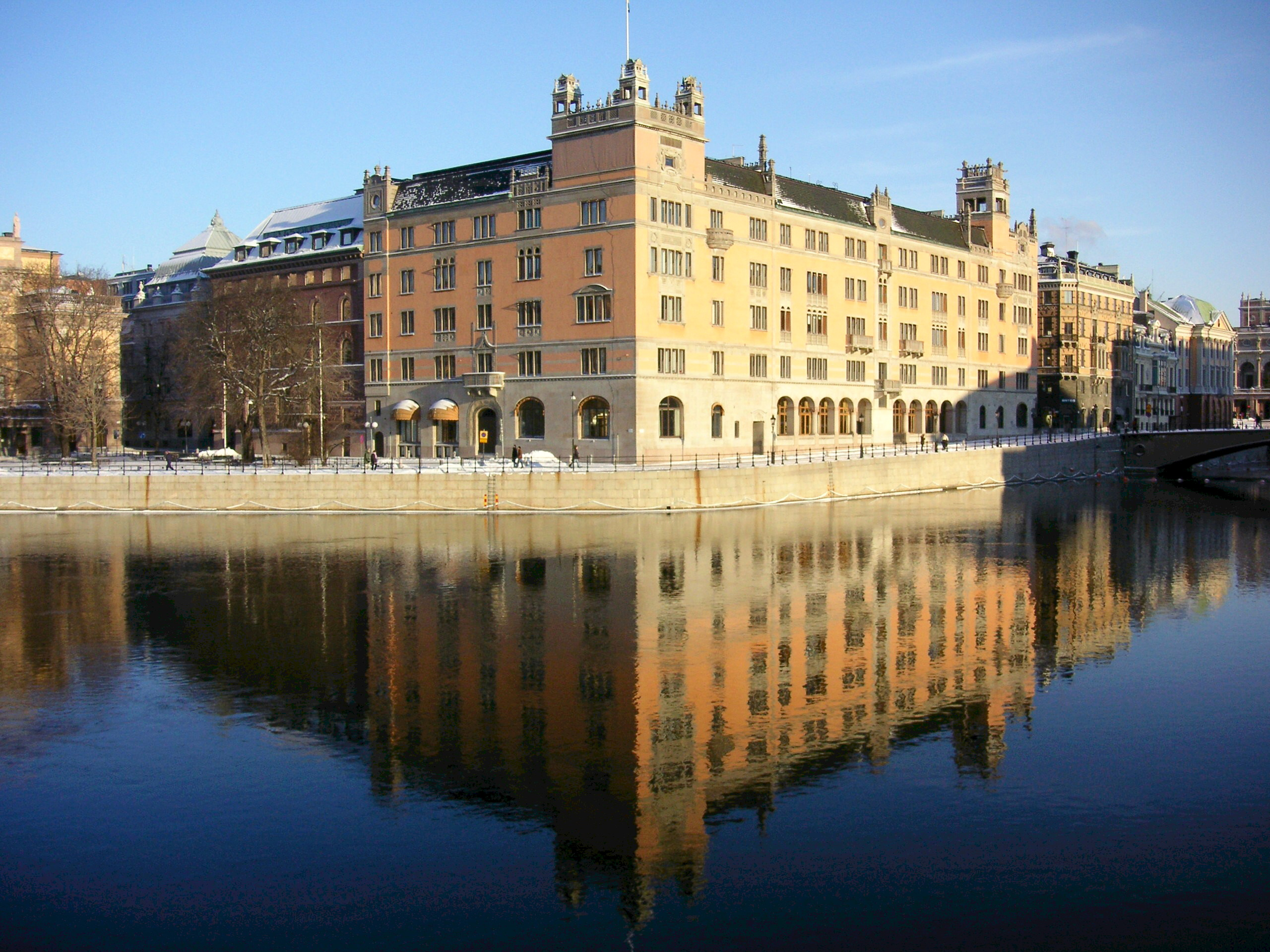
Rosenbad in Stockholm

Rosenbad ist Sitz der schwedischen Regierung und liegt am westlichen Beginn der Strömgatan am nördlichen Ufer des Norrström im Stockholmer Stadtbezirk Norrmalm und gegenüber dem schwedischen Reichstagsgebäude (Riksdagshuset).
Der Häuserblock Rosenbad umfasst vier kulturhistorisch wertvolle Gebäude der Jahrhundertwende nach Plänen der Architekten Gustaf Wickman, Aaron Johansson und Ferdinand Boberg. Rosenbad wurde bis 1981 vom schwedischen Reichstag genutzt. Nach einer Renovierung bezog der schwedische Ministerpräsident dort seine Amtsräume, Kabinettssitzungen werden hier abgehalten. Das Justizministerium befindet sich ebenfalls hier.
In unmittelbarer Nähe entlang der Uferstraße Strömgatan befinden sich weitere kulturhistorisch und architektonisch bedeutende Gebäude, so das Sagersche Haus, Dienstwohnung des schwedischen Ministerpräsidenten, das ehemalige Erbfürstenpalais (Arvfurstens palats), heute Außenministerium, und die Königliche Oper. Auf der Südseite des Norrström befindet sich neben dem Reichstagsgebäude das Königliche Schloss, Amtssitz des schwedischen Königs Carl XVI. Gustaf.